# Архиерейский собор
Архиере́йский собо́р (до середины XX века собор архипастырей) — собор Поместной церкви, в котором участвуют исключительно архиереи. Высший орган иерархического управления Русской православной церкви, а также орган высшего управления в УПЦ (МП).
В досинодальный период соборы не делились на поместные и архиерейские; на русские соборы собирались только епископы, влиятельные протопопы, иногда церковные или светские чиновники.
Современный термин появился в «Положении об управлении Русской Православной Церковью», принятом на поместном соборе 1945 года. В период действия этого «Положения» собирался единственный раз: 18 июля 1961 года, без предварительного объявления (архиереев вызвали в Троице-Сергиеву лавру на празднование памяти преп. Сергия Радонежского) — для внесения поправок в «Положение», выводивших духовенство из членов церковной общины. Как Архиерейский Собор был окончательно оформлен в Уставе, принятом на поместном соборе 8 июня 1988 года.

## В РПЦ по Уставу 2000 года
Согласно Главе III Устава:

1. Архиерейскому Собору принадлежит высшая власть в Русской Православной Церкви в вероучительных, канонических, богослужебных, пастырских, административных и иных вопросах, касающихся как внутренней, так и внешней жизни Церкви; в области поддержания братских отношений с другими Православными Церквами, определения характера отношений с инославными конфессиями и нехристианскими религиозными общинами, а также с государствами и светским обществом.
2. Архиерейский Собор состоит из епархиальных и викарных архиереев.
3. Архиерейский Собор созывается Патриархом Московским и всея Руси (Местоблюстителем) и Священным Синодом не реже одного раза в четыре года и в преддверии Поместного Собора, а также в исключительных случаях, предусмотренных, в частности, статьей 20 главы V настоящего Устава.

По предложению Патриарха Московского и всея Руси и Священного Синода или 1/3 членов Архиерейского Собора — епархиальных архиереев может быть созван внеочередной Архиерейский Собор, который в таком случае собирается не позднее, чем через шесть месяцев после соответствующего синодального решения или обращения группы архиереев к Патриарху Московскому и всея Руси и Священному Синоду.— Гл. III, п. 1-3
В отличие от поместного собора, Архиерейский собор регулярно созывался с 1990, когда Патриархом Московским и всея Руси был избран митрополит Ленинградский Алексий (Ридигер).
Пункт 6-й Главы III наделяет Архиерейский собор судебными функциями, делающими его фактически высшим органом власти в поместной Русской церкви:

6. Архиерейский Собор является церковным судом высшей инстанции. Как таковой он правомочен рассматривать и принимать решения:
— в составе Поместного Собора: в первой и последней инстанции по догматическим и каноническим отступлениям в деятельности Патриарха Московского и всея Руси;
— в последней инстанции:
а) по разногласиям между двумя и более архиереями;
б) по делам о церковных правонарушениях архиереев и руководителей синодальных учреждений;
в) по всем делам, переданным ему Патриархом Московским и всея Руси и Священным Синодом.— Гл. III, п. 6
 Пункты «б)» и «в)» изложены согласно поправкам, принятым на Архиерейском соборе 27 июня 2008 года.

## Архиерейские соборы

### Соборы XX века
1. 8 сентября 1943 года[4] (на Соборе избран Патриарх Сергий)
2. 21—23 ноября 1944 года[5] (перед Поместным собором 1945 года, на котором избран Патриарх Алексий I)
3. 18 июля 1961 года[2]
4. 9—11 октября 1989 года[6]
5. 30—31 января 1990 года[7]
6. 6 июня 1990 года[8] (перед Поместным собором 1990 года, на котором избран Патриарх Алексий II)
7. 25—27 октября 1990 года[9]
8. 31 марта — 5 апреля 1992 года[10]
9. 11 июня 1992 года[11]
10. 29 ноября — 2 декабря 1994 года[12]
11. 18—23 февраля 1997 года[13]
12. 13—16 августа 2000 года[14]

### Соборы XXI века
1. 3—8 октября 2004 года[15]
2. 24—29 июня 2008 года[16]
3. 25—26 января 2009 года (перед Поместным собором 2009 года, на котором избран Патриарх Кирилл)
4. 2—4 февраля 2011 года[17]
5. 2—5 февраля 2013 года[18]
6. 2—3 февраля 2016 года[19].
7. 29 ноября — 2 декабря 2017 года[20]